# Georg L. Sarauw
Georg L. Sarauw (* 12. November 1862 in der Nähe von Vordingborg, Dänemark; † 17. Februar 1928 in Göteborg, Schweden) war ein dänischer Prähistoriker.
Georg L. Sarauw war ab 1894 als Archäologe am Nationalmuseum in Kopenhagen tätig. Er wurde 1912 Leiter der prähistorischen Abteilung des städtischen Museums Göteborg. 1912 prägte er den Begriff Maglemose-Kultur für die erste mesolithische Kultur des nordeuropäischen Tieflandes. 1919 wurde er korrespondierendes Mitglied der Berliner Gesellschaft für Anthropologie, Ethnologie und Urgeschichte.